# (5150) Fellini
(5150) Fellini (7571 P-L) – planetoida z pasa głównego asteroid okrążająca Słońce w ciągu 3,9 lat w średniej odległości 2,48 j.a. Odkryta 17 października 1960 roku.